# Rudolf von Rossbacher
Rudolf Rossbacher, 1860 Freiherr von Rossbacher, auch Roßbacher, (* 30. Oktober 1806 in Podgórze; † 19. März 1886 in Wien) war ein österreichischer General und stellvertretender Reichskriegsminister.

## Leben
Rossbacher begann 1821 seine militärische Laufbahn als Expropriis-Kadett beim Pionierkorps. 1824 wechselte er zum Tiroler Kaiserjägerregiment. Dort steigt er 1841 zum Hauptmann auf und wurde in den Generalquartiermeisterstab übernommen. Von 1849 an war er in der Operationskanzlei von Josef Wenzel Radetzky von Radetz tätig. Dort war er an der Planung des letzten Feldzuges beteiligt. Er stieg damit 1849 zum Oberstleutnant und bereits im Folgejahr zum Oberst auf. In den Jahren 1854 und 1855 führte er die operativen Geschäfte im Hauptquartier des Oberkommandos der 3. und 4. Armee im Zuge der Intervention in der Walachei.
Rossbacher wurde 1857 Leiter der 5. Abteilung des Armeeoberkommandos und zum Generalmajor befördert. 1859 wurde er Teil des Italienfeldzuges im Sardinischen Krieg und dabei Vorstand der Operationskanzlei des Armeeoberkommandos. Im Jahr 1865 wurde er mit der Oberleitung der 2., 5., 6., 10. und 11. Abteilung des Reichskriegsministeriums betraut. Im Folgejahr wurde er zum Stellvertretenden Reichskriegsminister ernannt, von 1869 an übernahm er zudem die Position des Chefs der Präsidialsektion des Reichskriegsministeriums.
Rossbacher wurde 1873 zum Präsidenten des Militärappellationsgerichtes ernannt. Dabei wurde er am 24. April 1873 zum Feldzeugmeister befördert. Zum 1. Februar 1874 trat er in den Ruhestand, wurde jedoch zugleich zum Mitglied des Herrenhauses ernannt.
Rossbacher war mit Emilie Gundling (1829/1830–1882) verheiratet, der Tochter des Franz Josef Gundling (1791–1879), Inhaber des k.k. Tabakhauptverlages in Podgórze. Aus der Ehe gingen drei Kinder hervor. Eine Tochter und zwei Söhne, wobei nur Heinrich Freiherr von Rossbacher seinem Vater nachfolgte und Offizier wurde.
Rossbacher verstarb überraschend an einem Schlaganfall und wurde in der Familiengruft auf dem Grinzinger Friedhof an der Seite seiner Frau beigesetzt.

## Ehrungen
Rossbacher erhielt unter anderem folgende Ehrungen:
- Ehrengroßkreuz des Oldenburgischen Haus- und Verdienstordens
- Kommandeur des großherzoglich-toskanischen Ordens des heiligen Joseph
- Komtur des Parmaschen Konstantinordens vom Heiligen Georg
- Komtur des päpstlichen Silvesterordens
- Ritter des kaiserlichen Ordens der Eisernen Krone II. Klasse
- Ritter des Österreichisch-kaiserlichen Leopold-Ordens mit Kriegsdekoration
- Träger des Militärverdienstkreuzes mit Kriegsdekoration
- 1860 Erhebung in den Freiherrenstand
- 1870 Ernennung zum Wirklichen Geheimen Rat